# Pyrinia tenuilinea
Pyrinia tenuilinea là một loài bướm đêm trong họ Geometridae.